# Île Waterman
Pour les articles homonymes, voir Waterman.
L'île Waterman, en espagnol : isla Waterman, également appelée Yorkminster dans certaines sources anciennes, est une île située au sud-ouest de l'île Hoste, dans l'archipel de la Terre de Feu, au sud du Chili.
L'île Waterman délimite la baie Cook à l'est. Elle est rattachée administrativement au territoire de la commune de Cabo de Hornos, dans la province de l'Antarctique chilien, dans la XIIe région de Magallanes et de l'Antarctique chilien.
L'île Waterman se reconnaît aisément aux hauteurs remarquables de sa partie méridionale : la plus au sud a été nommée par le capitaine Cook, « Yorkminster » (littéralement, cathédrale d'York) à cause de sa prétendue ressemblance avec cet édifice. Il l'a décrit comme une roche d'un aspect sauvage, « a wild looking rock ».

### Sources et bibliographie
- M. Barjot et M. Poirré, Annales maritimes et coloniales : publiées avec l'approbation du ministre de la marine et des colonies, t. I, Paris, Imprimerie royale, 1835 (lire en ligne), p. 602